# Brens (Ain)
Brens és un municipi francès situat al departament de l'Ain i a la regió d'Alvèrnia-Roine-Alps. L'any 2007 tenia 920 habitants.

## Demografia

### Població
El 2007 la població de fet de Brens era de 920 persones. Hi havia 337 famílies de les quals 53 eren unipersonals (31 homes vivint sols i 22 dones vivint soles), 118 parelles sense fills, 144 parelles amb fills i 22 famílies monoparentals amb fills.
La població ha evolucionat segons el següent gràfic:
Habitants censats

### Habitatges
El 2007 hi havia 402 habitatges, 342 eren l'habitatge principal de la família, 30 eren segones residències i 29 estaven desocupats. 396 eren cases i 3 eren apartaments. Dels 342 habitatges principals, 317 estaven ocupats pels seus propietaris, 21 estaven llogats i ocupats pels llogaters i 4 estaven cedits a títol gratuït; 1 tenia una cambra, 5 en tenien dues, 28 en tenien tres, 81 en tenien quatre i 226 en tenien cinc o més. 284 habitatges disposaven pel capbaix d'una plaça de pàrquing. A 98 habitatges hi havia un automòbil i a 229 n'hi havia dos o més.

### Piràmide de població
La piràmide de població per edats i sexe el 2009 era:
| Homes | Edats   | Dones |
| ----- | ------- | ----- |
| 0     | 95 o +  | 0     |
| 0     | 90 a 94 | 0     |
| 0     | 85 a 89 | 0     |
| 4     | 80 a 84 | 12    |
| 16    | 75 a 79 | 16    |
| 12    | 70 a 74 | 12    |
| 20    | 65 a 69 | 12    |
| 8     | 60 a 64 | 16    |
| 28    | 55 a 59 | 8     |
| 24    | 50 a 54 | 32    |
| 36    | 45 a 49 | 40    |
| 24    | 40 a 44 | 24    |
| 20    | 35 a 39 | 36    |
| 24    | 30 a 34 | 28    |
| 28    | 25 a 29 | 24    |
| 20    | 20 a 24 | 4     |
| 44    | 15 a 19 | 24    |
| 24    | 10 a 14 | 20    |
| 32    | 5 a 9   | 16    |
| 24    | 0 a 4   | 32    |

## Economia
El 2007 la població en edat de treballar era de 637 persones, 473 eren actives i 164 eren inactives. De les 473 persones actives 449 estaven ocupades (249 homes i 200 dones) i 23 estaven aturades (6 homes i 17 dones). De les 164 persones inactives 59 estaven jubilades, 57 estaven estudiant i 48 estaven classificades com a «altres inactius».

### Ingressos
El 2009 a Brens hi havia 392 unitats fiscals que integraven 1.116,5 persones, la mediana anual d'ingressos fiscals per persona era de 20.233 €.

### Activitats econòmiques
Dels 19 establiments que hi havia el 2007, 1 era d'una empresa extractiva, 2 d'empreses de fabricació d'altres productes industrials, 2 d'empreses de construcció, 6 d'empreses de comerç i reparació d'automòbils, 1 d'una empresa de transport, 3 d'empreses d'hostatgeria i restauració, 1 d'una empresa d'informació i comunicació, 1 d'una empresa immobiliària, 1 d'una empresa de serveis i 1 d'una empresa classificada com a «altres activitats de serveis».
Dels 6 establiments de servei als particulars que hi havia el 2009, 2 eren tallers de reparació d'automòbils i de material agrícola, 2 guixaires pintors, 1 perruqueria i 1 restaurant.
L'any 2000 a Brens hi havia 8 explotacions agrícoles que ocupaven un total de 384 hectàrees.

## Equipaments sanitaris i escolars
El 2009 hi havia una escola elemental.

## Poblacions més properes
El següent diagrama mostra les poblacions més properes.